# 大同市第三中学
40°3′36″N 113°16′33″E / 40.06000°N 113.27583°E
大同市第三中学，简称大同三中，是由山西省大同市教育局管理的普通完全中学，建于1952年10月。

## 校园环境

### 新校区
因大同市启动古城保护工程，大同市第三中学将搬迁至大同市周家店村南。新校区已于2010年9月21日奠基，面积约为150亩，建筑面积约7万平方米，将建设教学楼2幢、实验楼、风雨操场、400米标准操场等教学建筑和学生食堂、学生宿舍楼等后勤建筑，预计于2011年9月建成，然而在2012年6月，工程还没有完工。
在2012年8月27日，大同三中2012届新学期正式开学，旧校区放弃使用（将来转变为大同第十中学校新校区），新校区开始使用，在此之前，三中和大同市第十五中学校完成了集团合并，统一称为大同第三中学校集团，而十五中旧校区也改为了大同三中北校区，仅供今年初一新生入校，而原十五中初二初三生都统一前往大同三中新校区上课。

#### 新校区风景图片

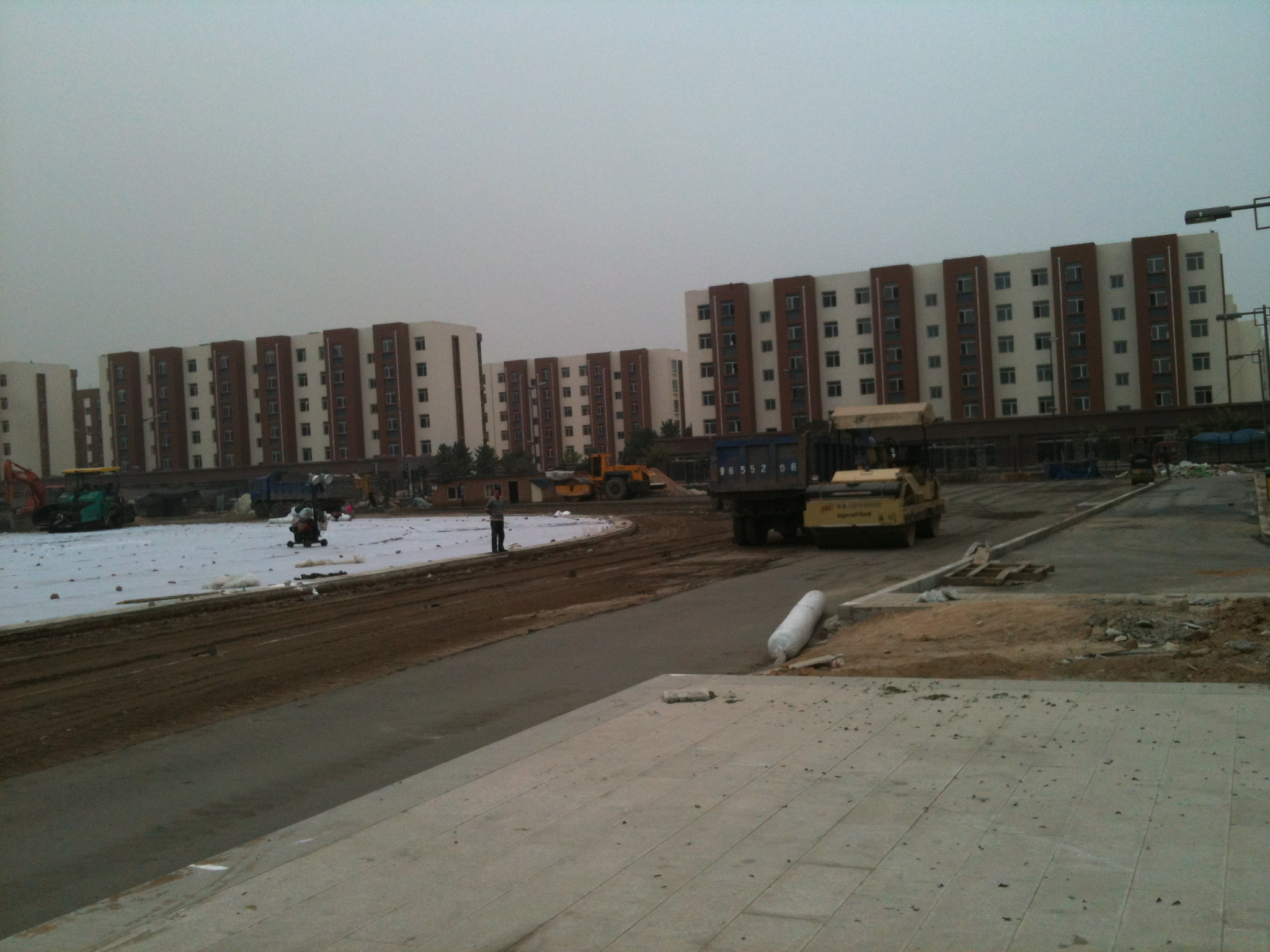
未建设完成的操场
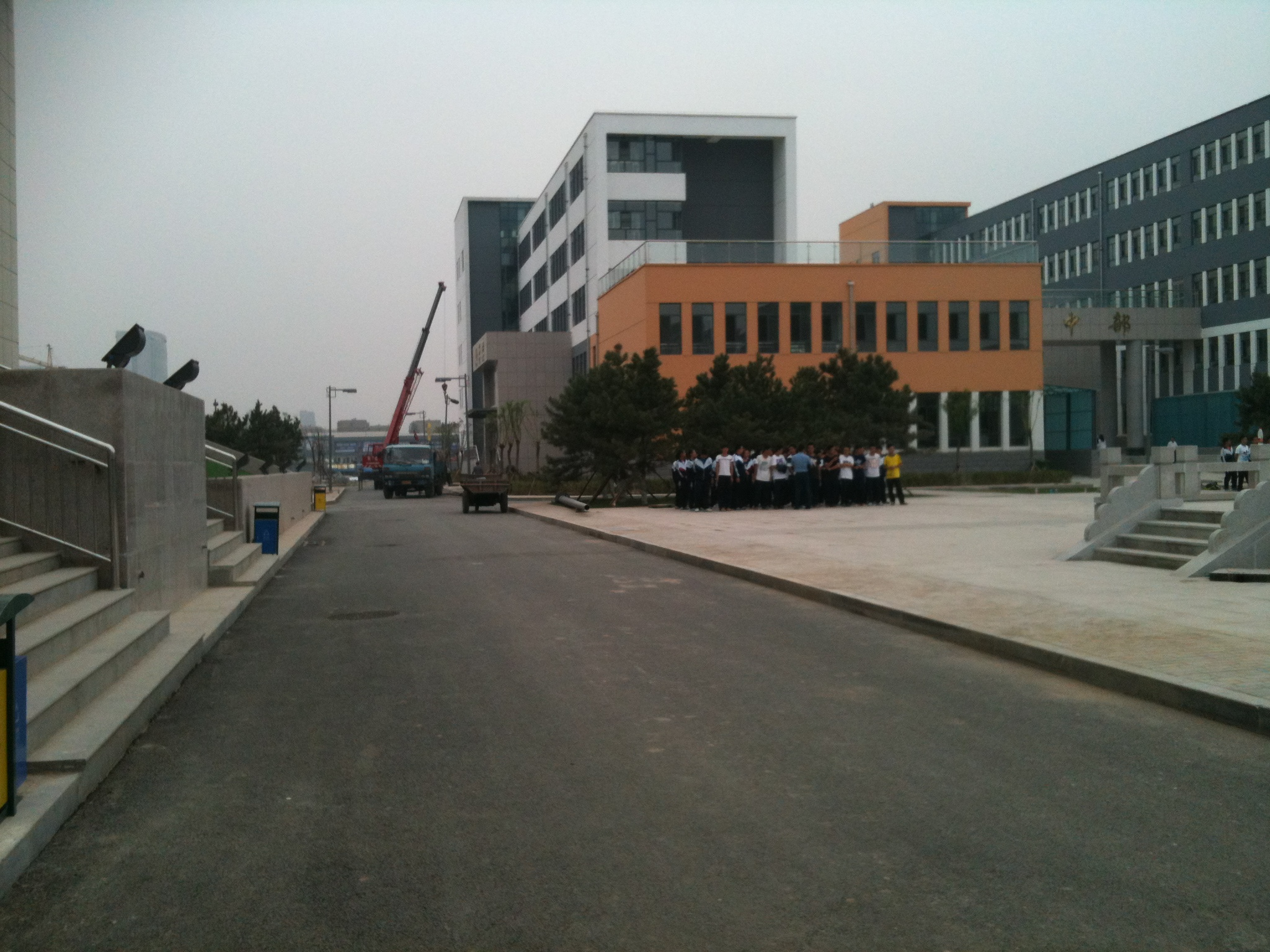
工程车前的正在高一军训的同学（大同三中）
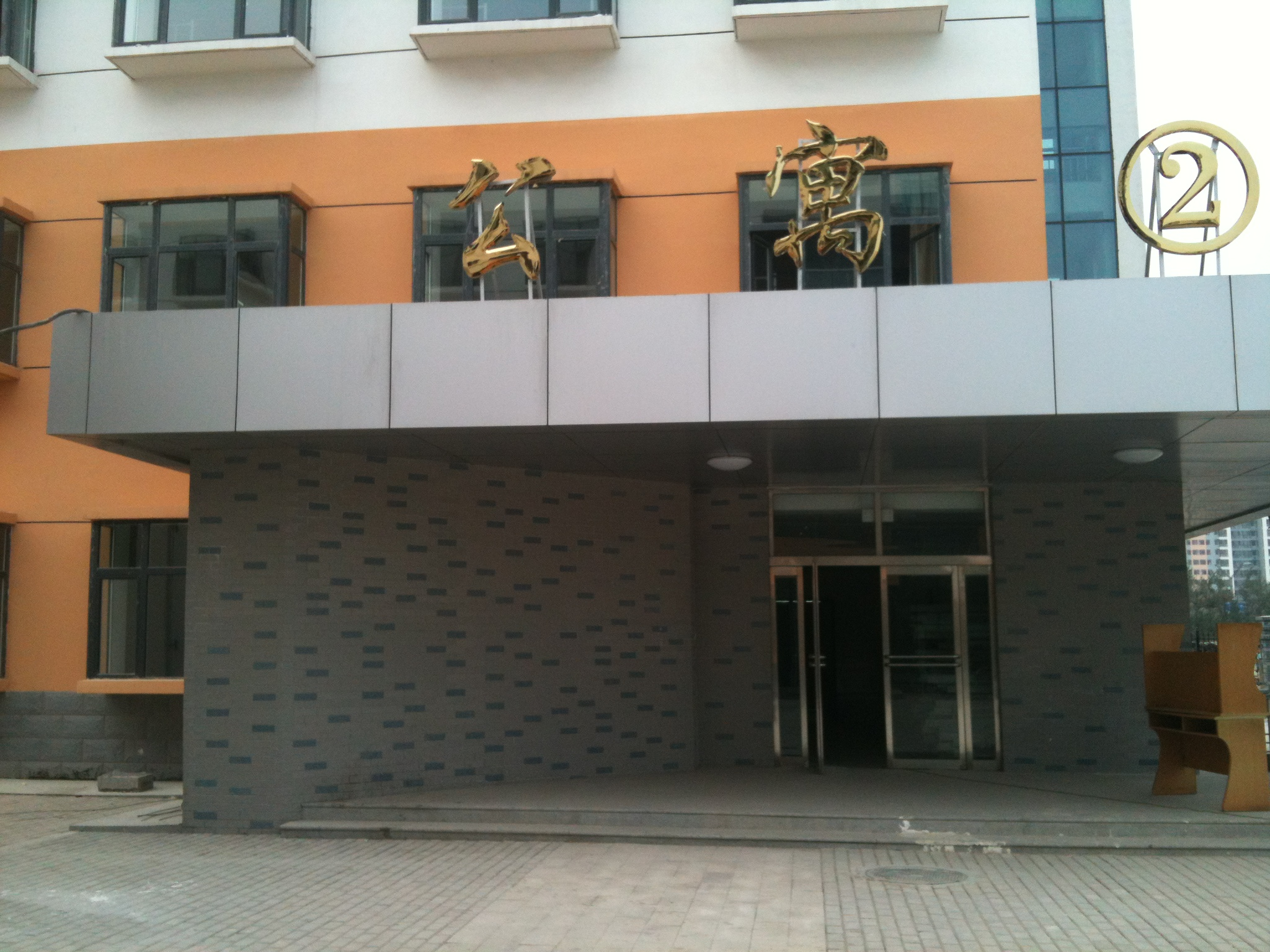
公寓楼②（大同三中）
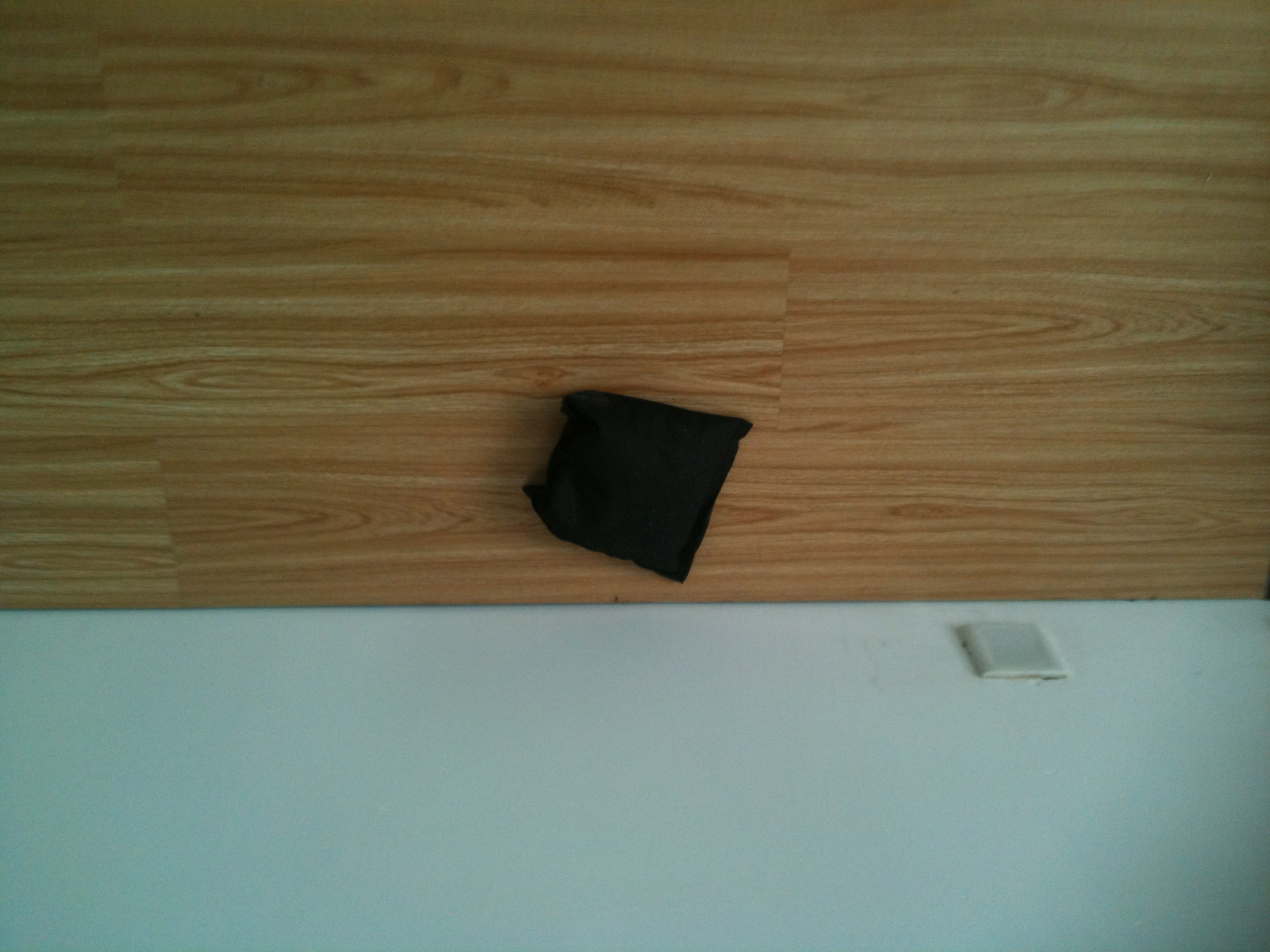
教室中吸收超标甲醛的活性炭（大同三中）
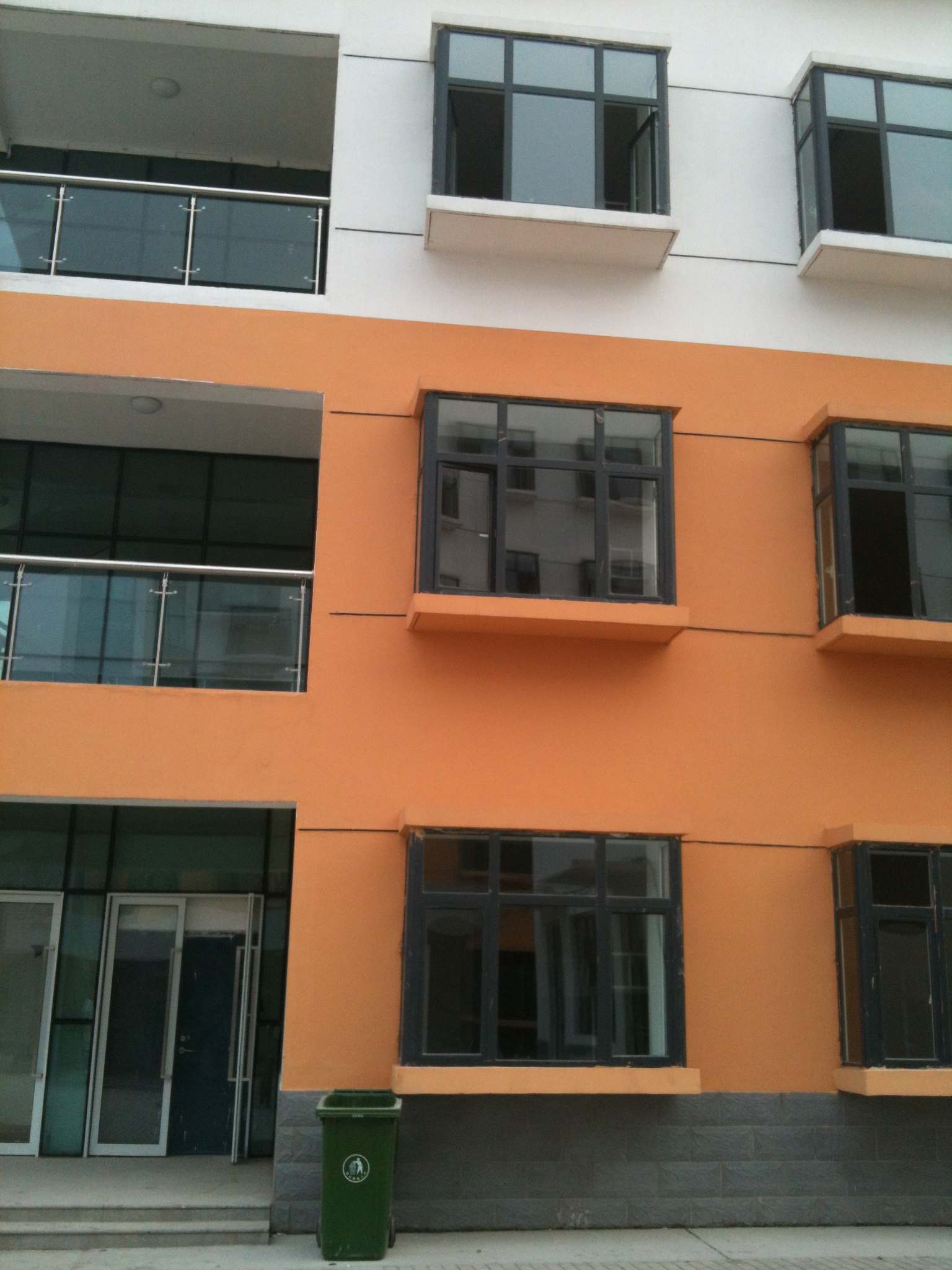
内部设施空缺的公寓楼①（大同三中）
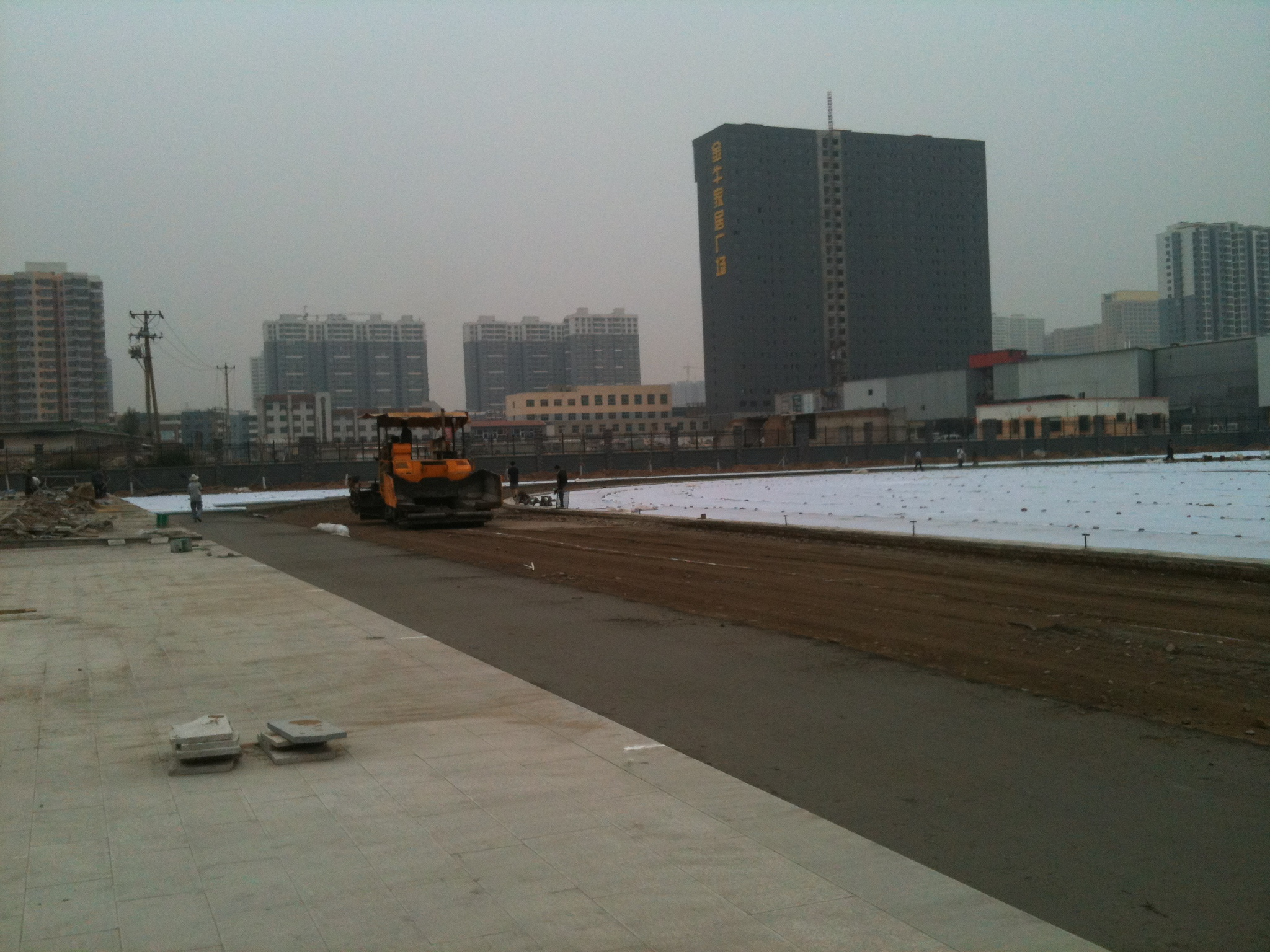
未建设完毕的操场2（大同三中）
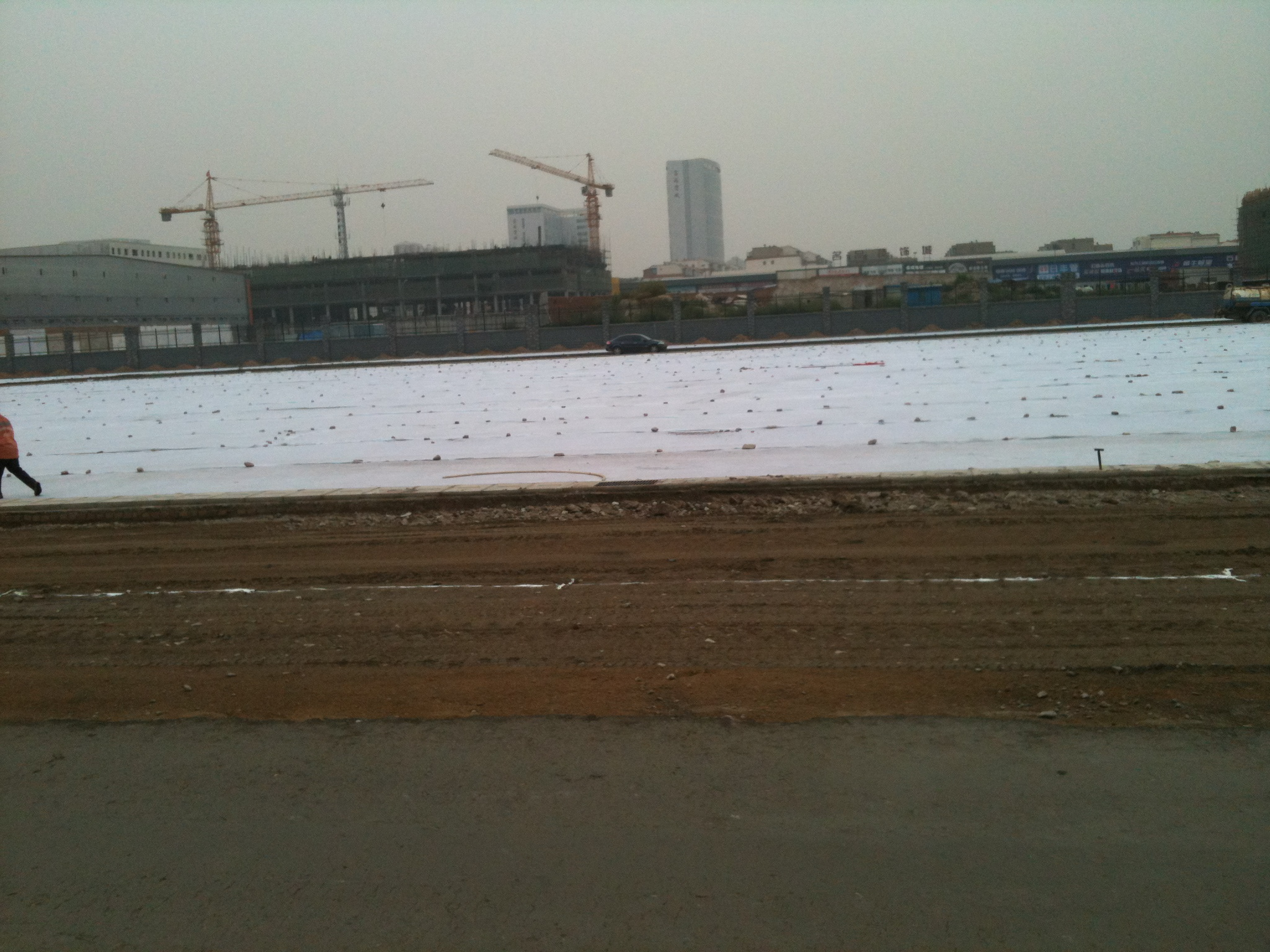
未建设完毕的操场3（大同三中）
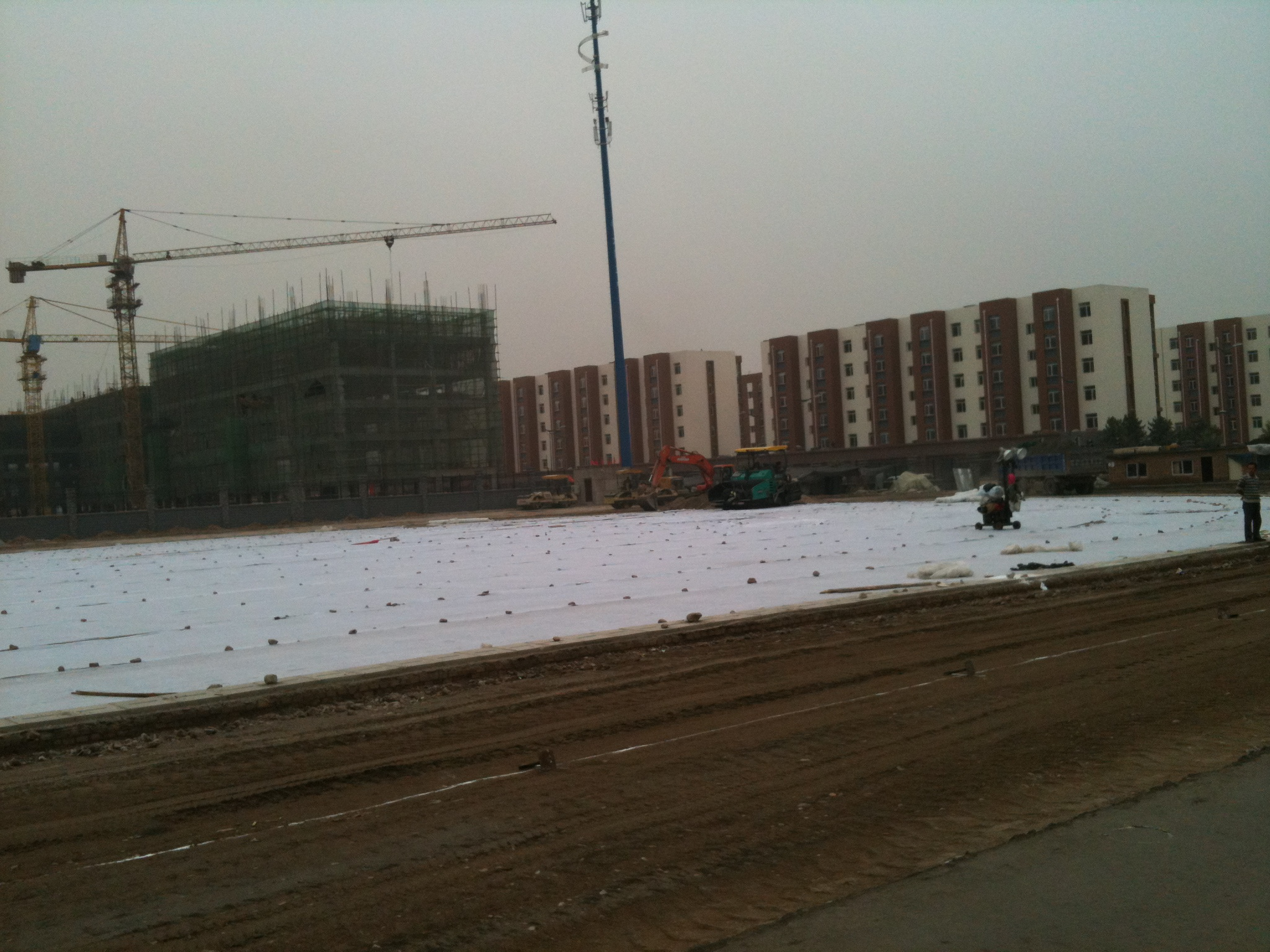
未建设完毕的操场4（大同三中）
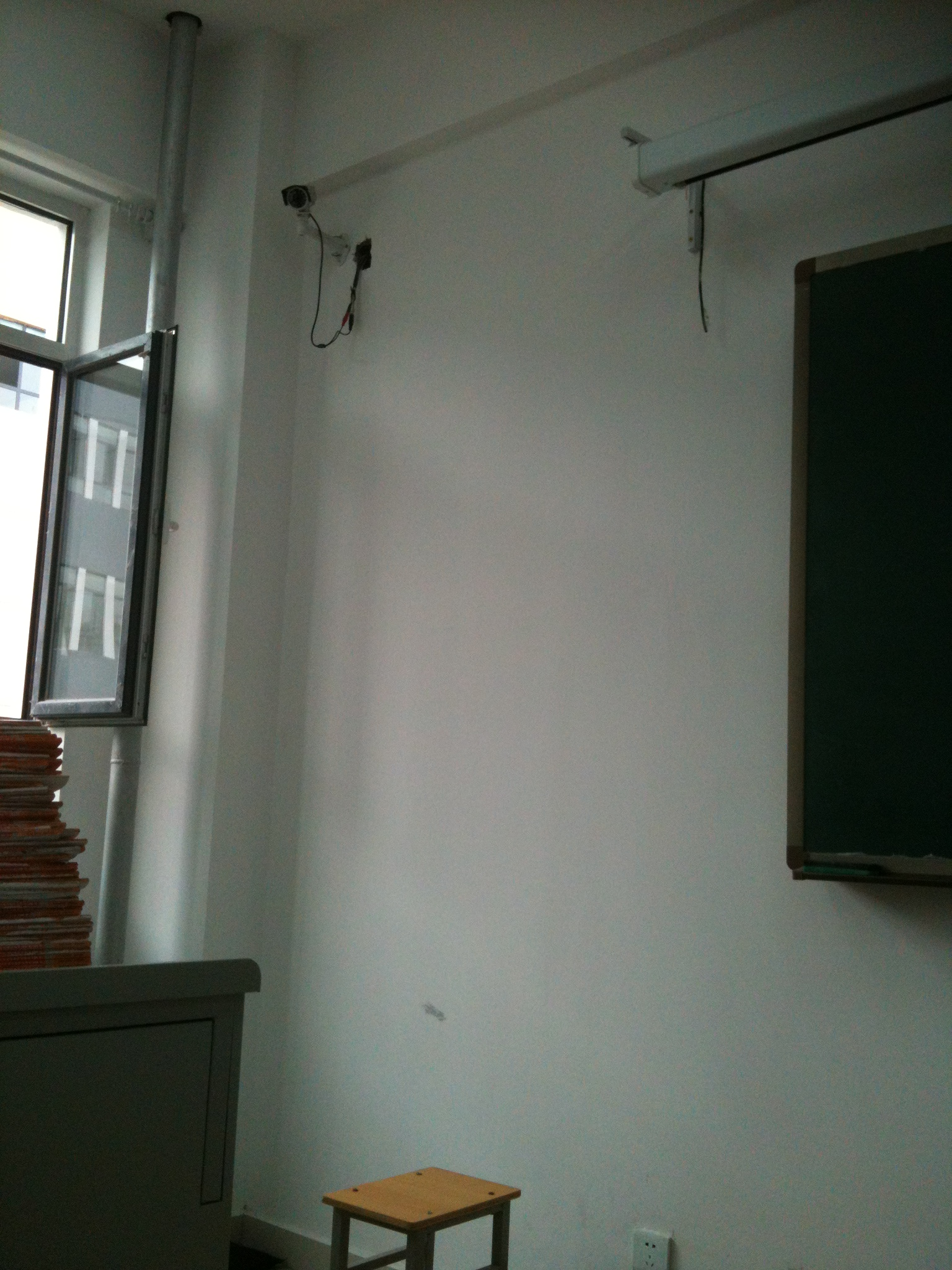
新教室（大同三中）
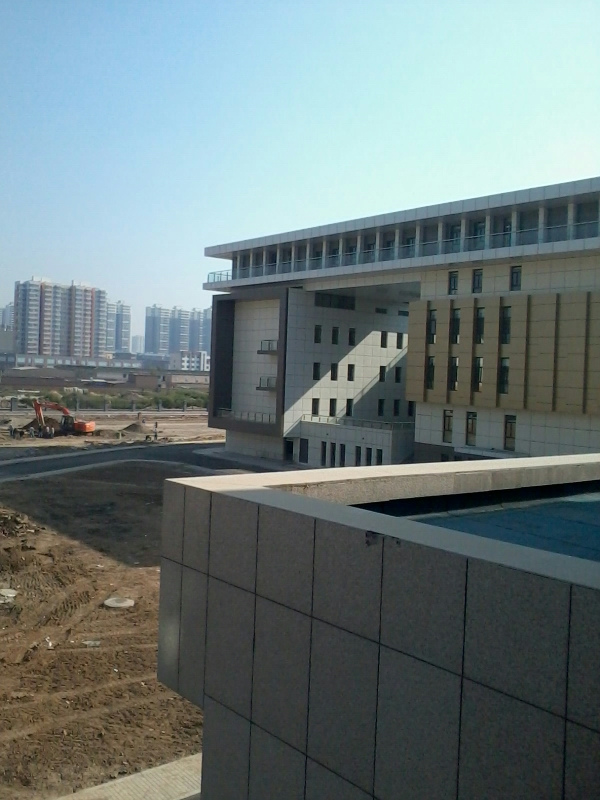
行政楼周围的工地（大同三中）
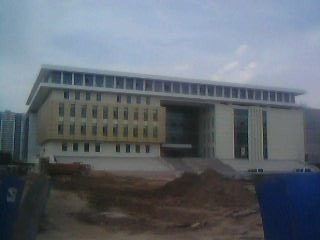
周围工地1（大同三中）

### 旧校区
大同市第三中学的旧校址位于大同市城区中心地带魏都大道，校园内的教学设施有逸夫教学楼、实验楼、图书馆、体育、艺术天文馆、300米环形操场；行政、后勤建筑有综合楼、礼堂、食堂、行政楼、后勤楼等。
在2012年9月1日，三中旧校区已经被大同市第十中学校所使用。

#### 旧校区风景图片

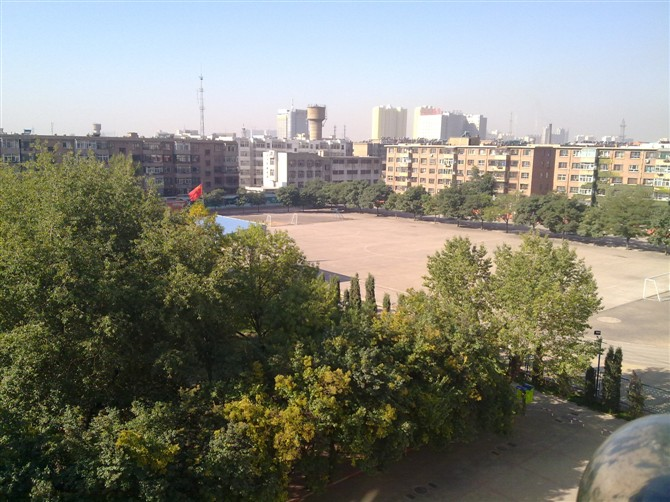
操场1（大同三中旧校区）
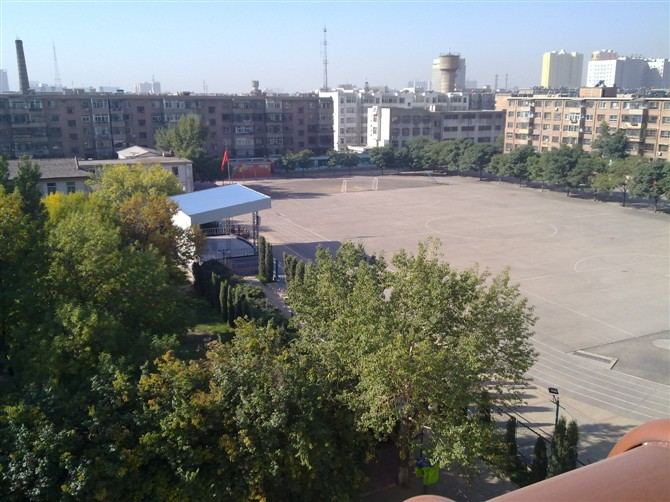
操场2（大同三中旧校区）
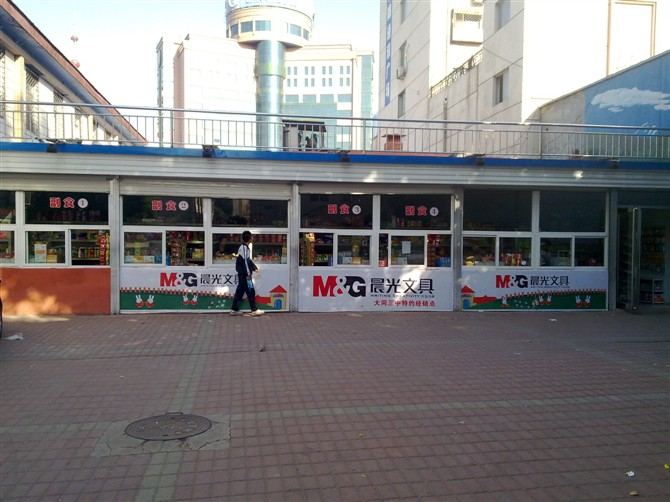
超市（大同三中旧校区）
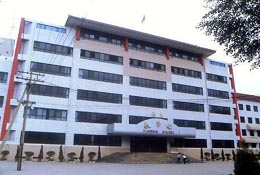
教学楼（大同三中旧校区）
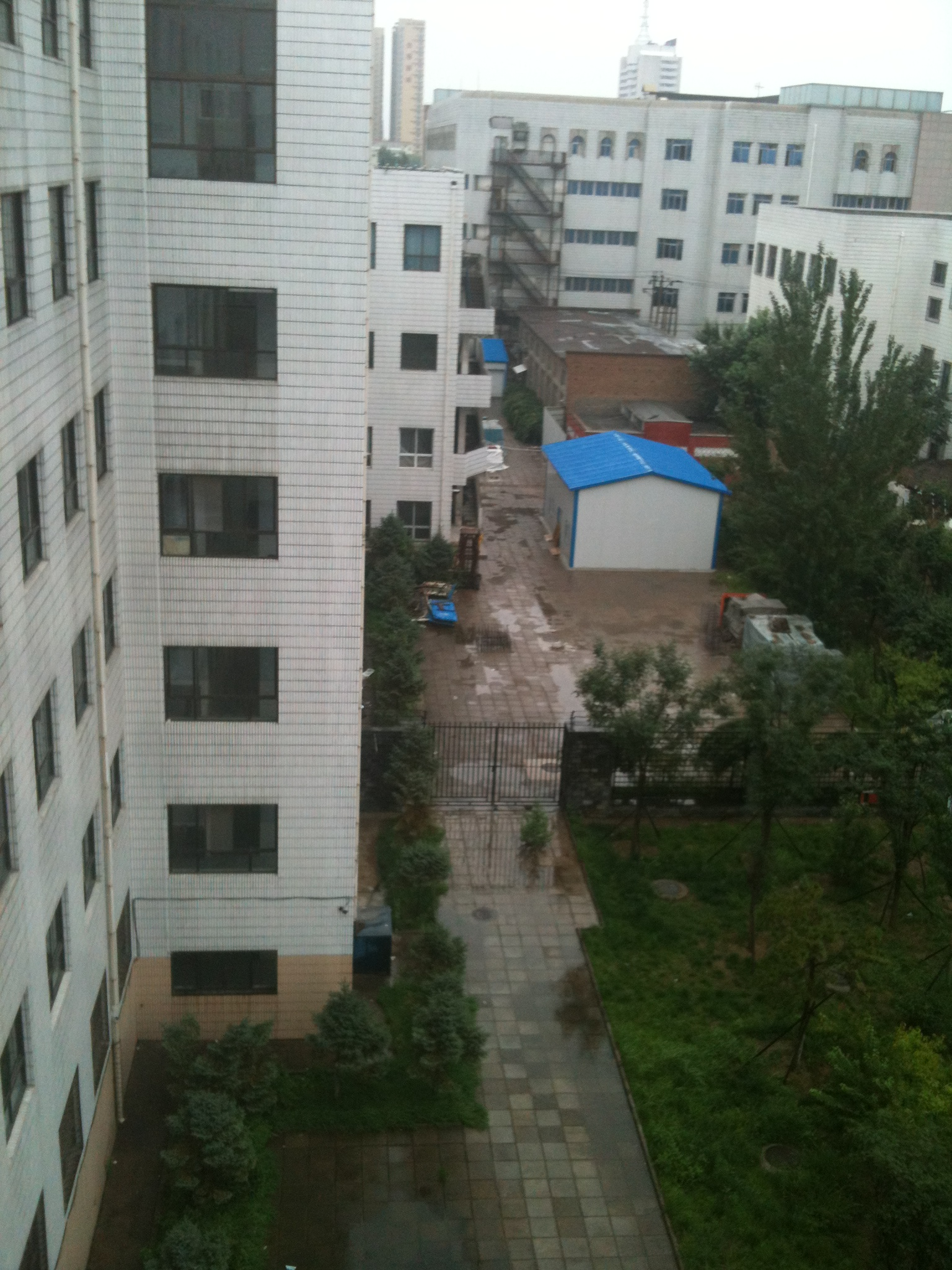
教学楼后景（大同三中旧校区）
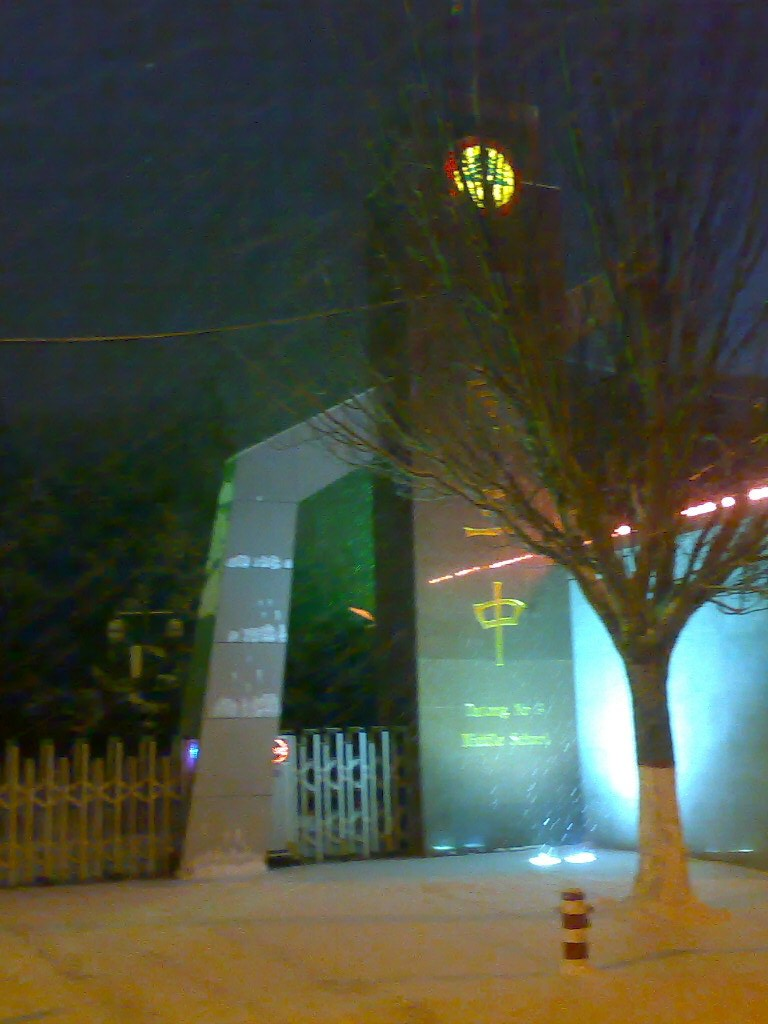
旧大门夜景（大同三中旧校区）
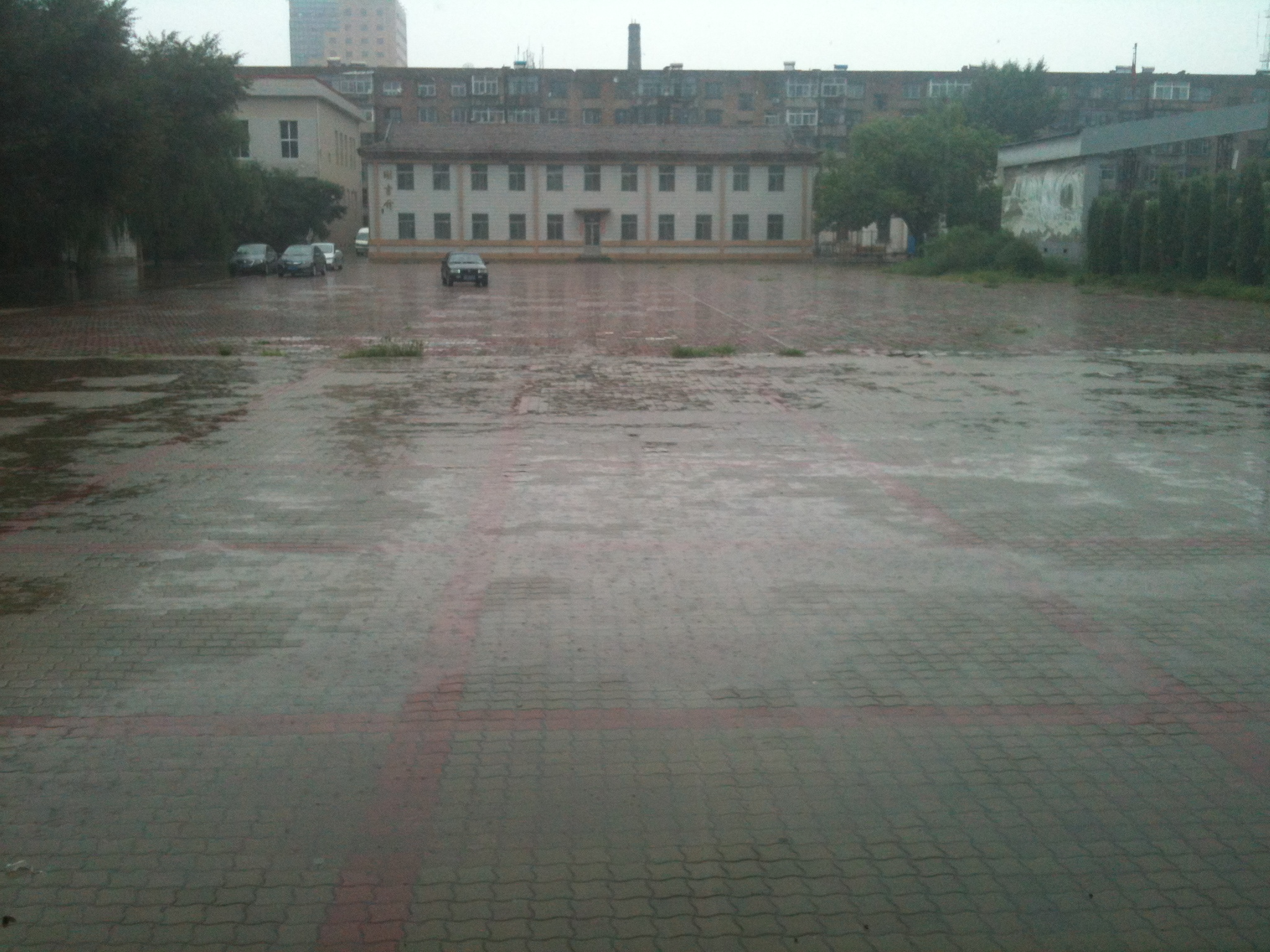
图书馆（大同三中旧校区）
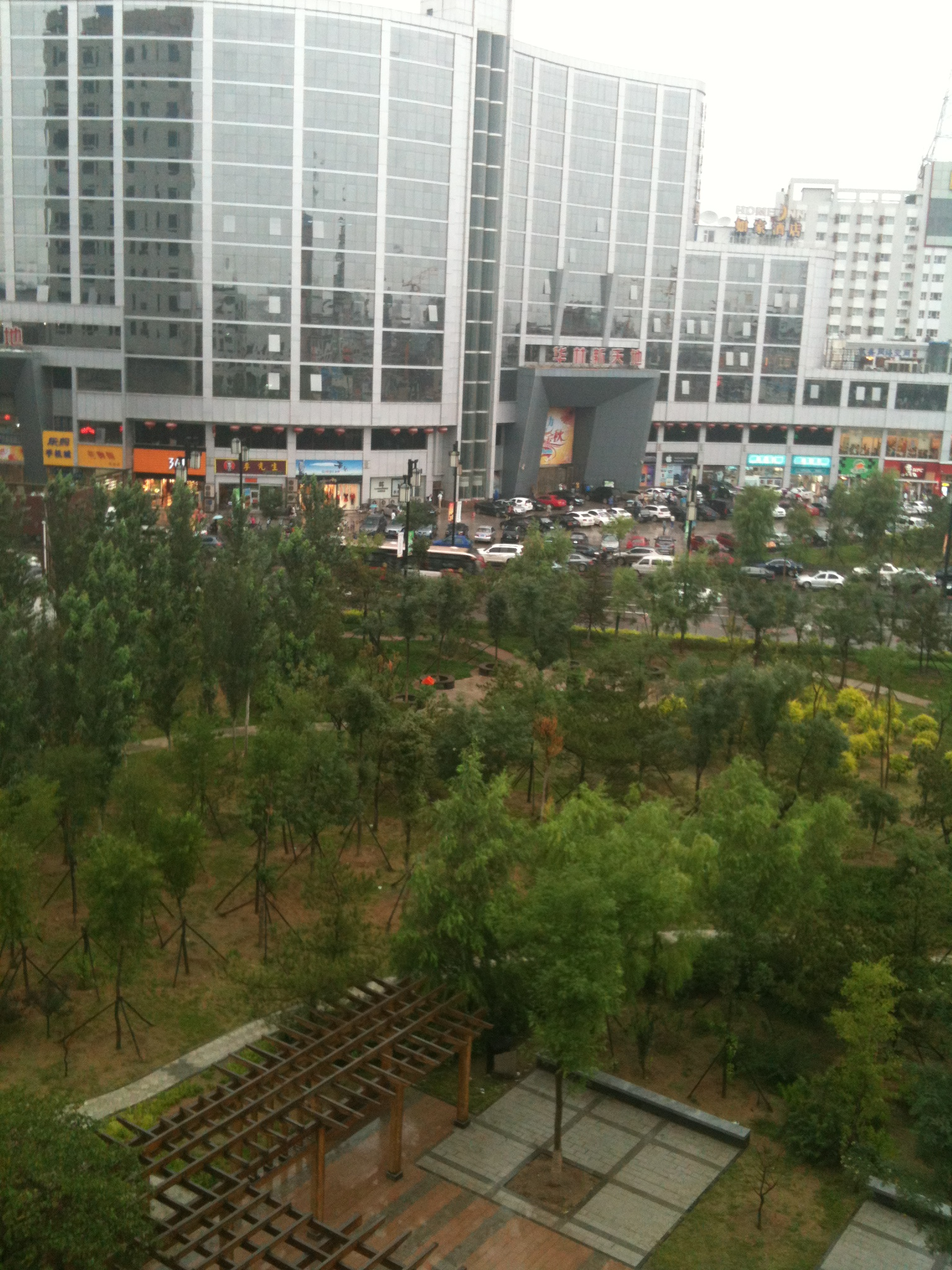
远处眺望（大同三中旧校区）
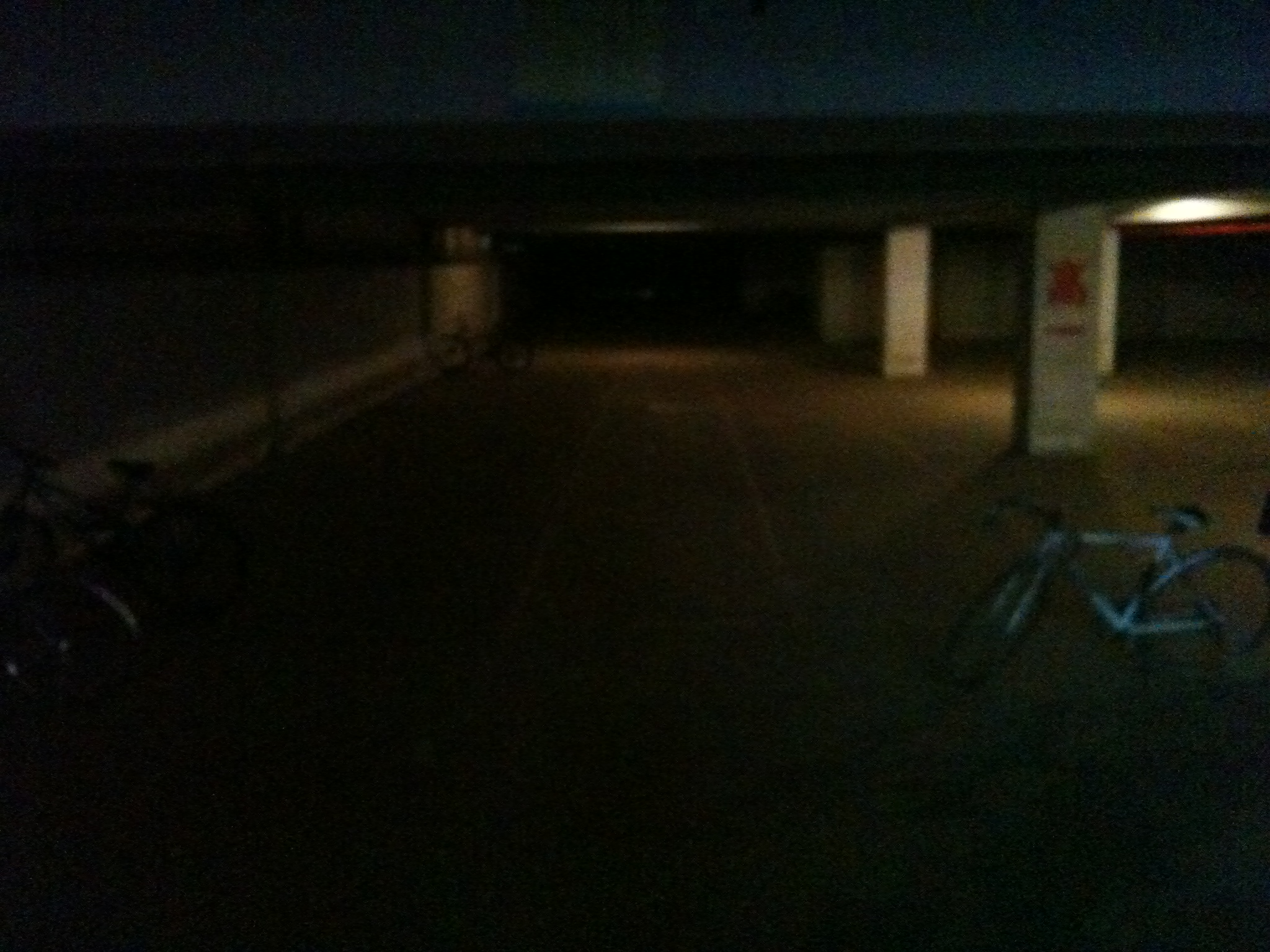
自行车棚1（大同三中旧校区）
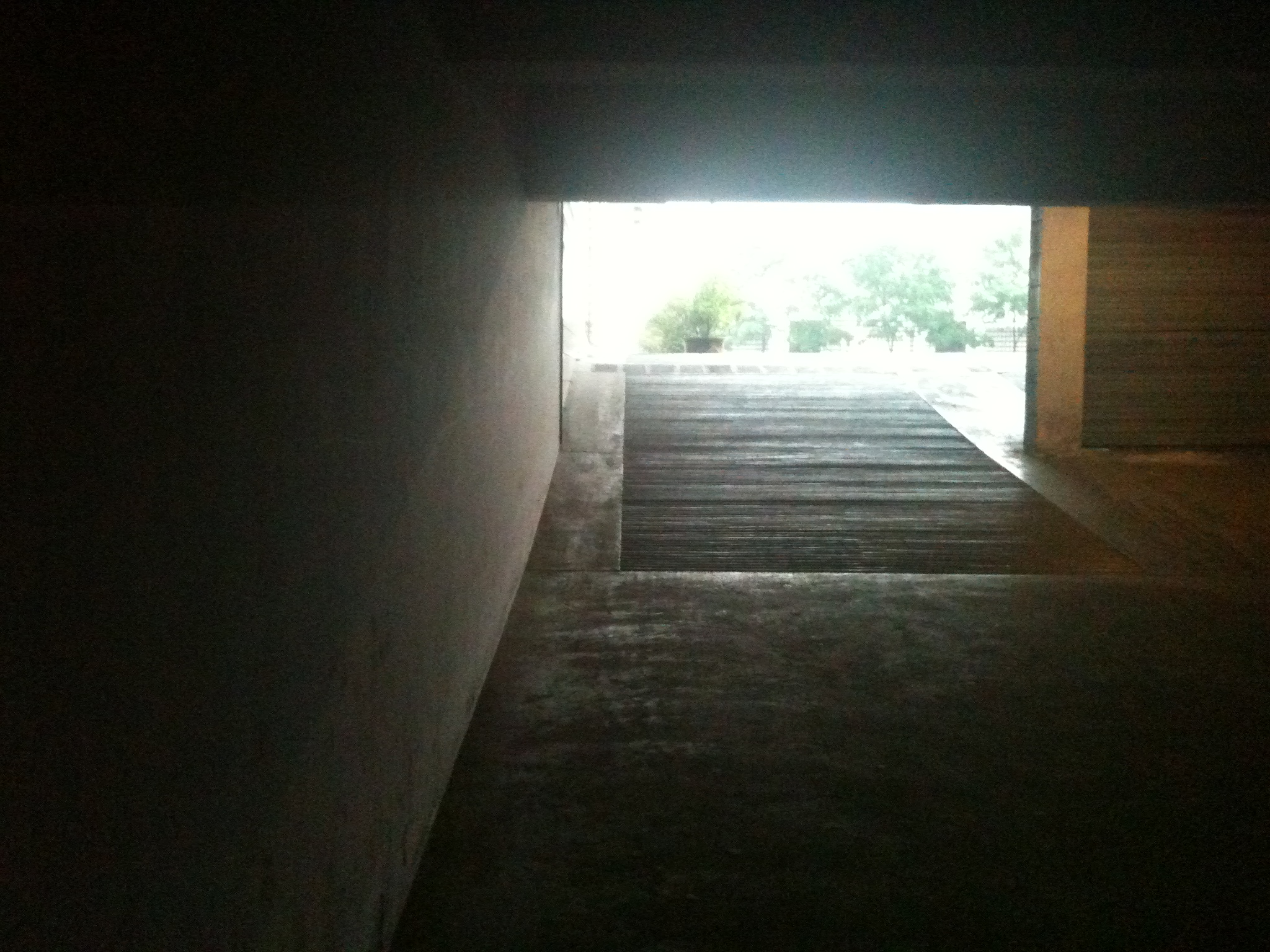
自行车棚2（大同三中旧校区）
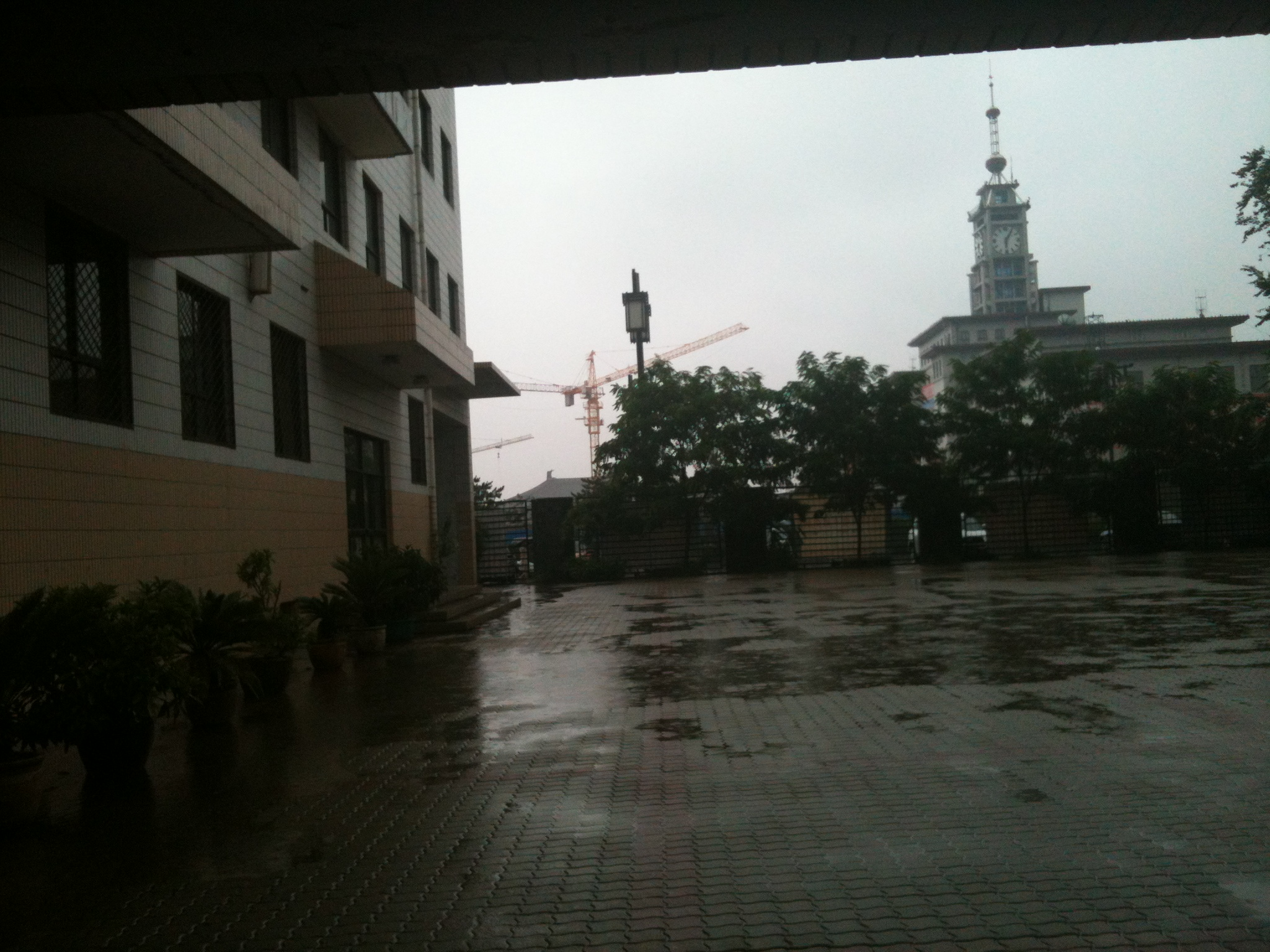
自行车棚3（大同三中旧校区）

## 大同三中新校落成庆典暨六十周年校庆
大同三中新校落成庆典暨六十周年校庆届时将于2012年9月12日在新校区举办。

## 校徽
为“三中”二字组成的青松图案

## 友好学校
- 日本大牟田市延命中学
- 英国罗森德尔市全圣高中
- 英国贝利市莫尼卡中学[3]